# Douglas Thurn-Valsassina
Jan Douglas (někdy i Duglas) Jiří Otto hrabě z Thurn-Valsassina-Como-Vercelli (německy Johann Douglas Georg Otto Graf von Thurn-Valsassina-Como-Vercelli, 22. dubna 1864, Štýrský Hradec – 24. prosince 1939, Streiteben, dnes Ravne na Koroškem, Slovinsko) byl rakouský šlechtic z rodu Thurn-Valsassina a rakousko-uherský diplomat. Po krátké službě v armádě vstoupil do diplomatických služeb, vrcholem jeho kariéry byl post rakousko-uherského velvyslance v Petrohradě (1911–1913). V závěru první světové války byl rakousko-uherským vyslancem v Mnichově (1917–1918). Po rozpadu monarchie (1918) žil v soukromí na svých statcích v dnešním Slovinsku.

## Životopis

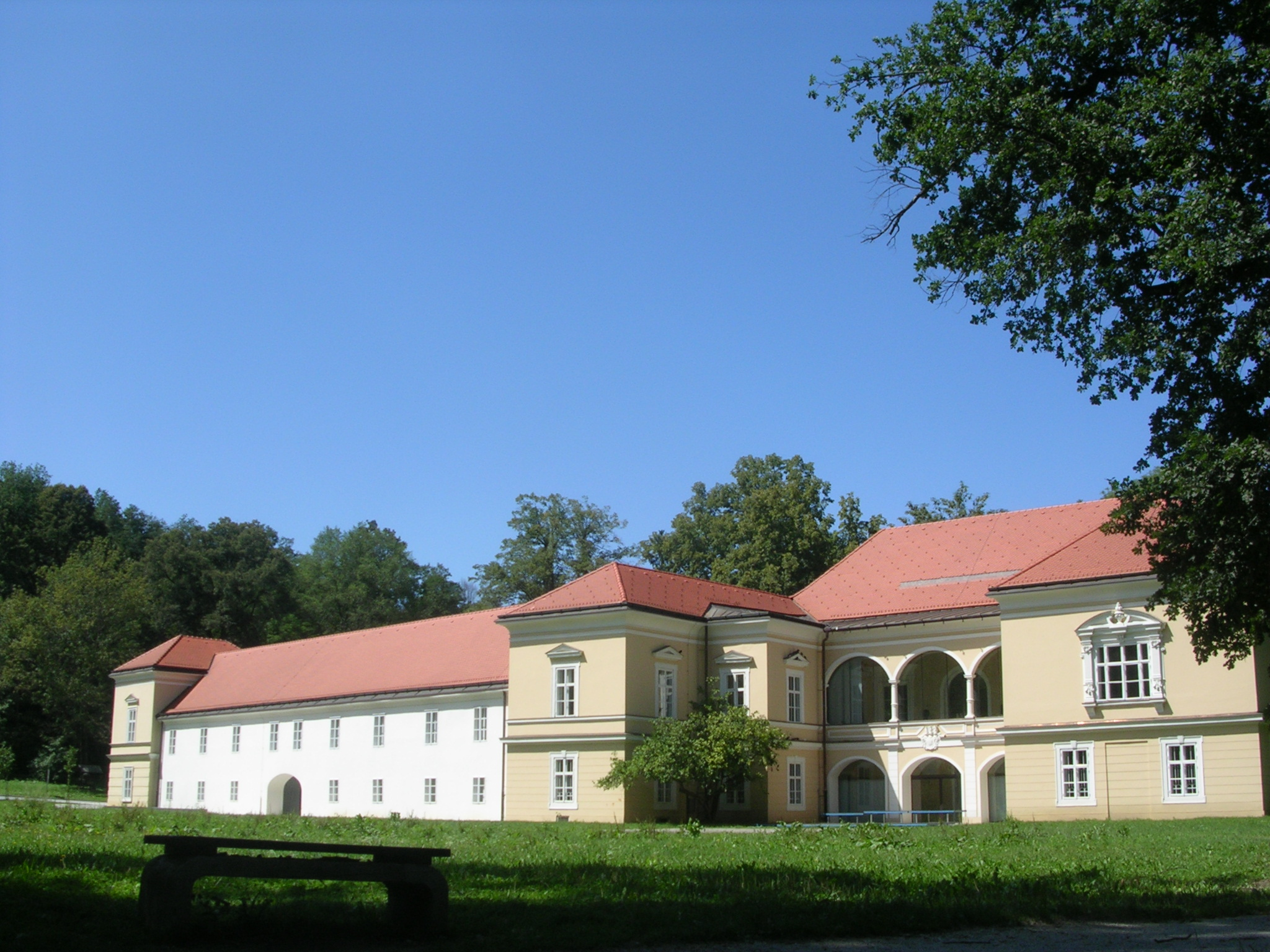
Zámek Streiteben (nyní Grad Ravne, Slovinsko)

Pocházel ze starého šlechtického rodu Thurnů (linie Thurn-Valsassina), narodil se jako starší syn c.k. tajného rady a komořího Jana Douglase z Thurn-Valsassiny (1835–1904). 
Původně sloužil v armádě, od 90. let 19. století souběžně působil v diplomacii. Mimo aktivní službu v armádě později dosáhl hodnosti c.k. majora, nižší diplomatické posty zastával v Berlíně, Mnichově nebo Bukurešti. V letech 1905–1909 byl rakousko-uherským vyslancem v Bulharsku, poté velvyslancem v Rusku (1911–1913). V závěru první světové války a těsně před zánikem monarchie byl vyslancem v Bavorském království (1917–1918). Byl též c.k. tajným radou a komořím. 
Po roce 1918 žil na svých statcích v Korutansku (nyní ve Slovinsku). Jeho sídlem byl zámek Streiteben (nynější Grad Ravne ve Slovinsku), který byl majetkem Thurn-Valsassinů od roku 1809 a později prošel novobarokní přestavbou.

### Manželství a rodina
V roce 1888 se oženil se svou sestřenicí hraběnkou Františkou Evženií z Thurn-Valsassiny (1868–1954), dcerou Josefa z Thurn-Valsassiny (1839–1901). Františka byla c.k. palácovou dámou a dámou Řádu hvězdového kříže, z jejich manželství pocházely čtyři děti. Starší syn Jan Douglas (1889–1918) zemřel jako důstojník v závěru první světové války, mladší syn Otto Gabriel Thurn-Valsassina (1893–1956) obýval zámek Streiteben do konce druhé světové války.
Douglasova sestra Marianna (1869–1904) byla manželkou hraběte Leopolda Goësse (1848–1922), zemského prezidenta v Bukovině a guvernéra v Terstu.

## Tituly a ocenění
V roce 1888 byl jmenován c. k. komořím a v roce 1911 jako velvyslanec obdržel titul c. k. tajného rady s nárokem na oslovení Excelence. Během diplomatické služby získal řadu vyznamenání v Rakousku-Uhersku i v zahraničí.
- velkokříž Řádu Františka Josefa (1906, Rakousko-Uhersko)
- rytířský kříž Leopoldova řádu (1917, Rakousko-Uhersko)
- Řád železné koruny III. třídy (1896, Rakousko-Uhersko)
- Vojenský jubilejní kříž (1908, Rakousko-Uhersko)
- Řád červené orlice II. třídy (Německo)
- Řád pruské koruny II. třídy (Německo)
- Řád Osmanie I. třídy (Osmanská říše)
- komandér Řádu rumunské koruny (Rumunsko)
- komandér Řádu rumunské hvězdy (Rumunsko)
- Záslužný řád bavorské koruny (Bavorsko)
- Řád sv. Michaela (Bavorsko)
- Řád Jindřicha Lva (Brunšvické vévodství)
- Řád Leopolda (Belgie)